# Guilotes
Genre
Guilotes est un genre d'araignées aranéomorphes de la famille des Agelenidae.

## Distribution
Les espèces de ce genre sont endémiques du Guangxi en Chine,.

## Liste des espèces
Selon World Spider Catalog (version 19.5, 04/12/2018) :
- Guilotes ludiensis Zhao & Li, 2018
- Guilotes qingshitanensis Zhao & Li, 2018
- Guilotes xingpingensis Zhao & Li, 2018
- Guilotes yandongensis Zhao & Li, 2018.

## Publication originale
- Li, Zhao, Chen, Wu, Zhang & Li, 2018 : Guilotes, a new genus of Coelotinae spiders from Guangxi Zhuang Autonomous Region, China (Araneae, Agelenidae). ZooKeys, no 802, p. 1-17.